# Souffleur

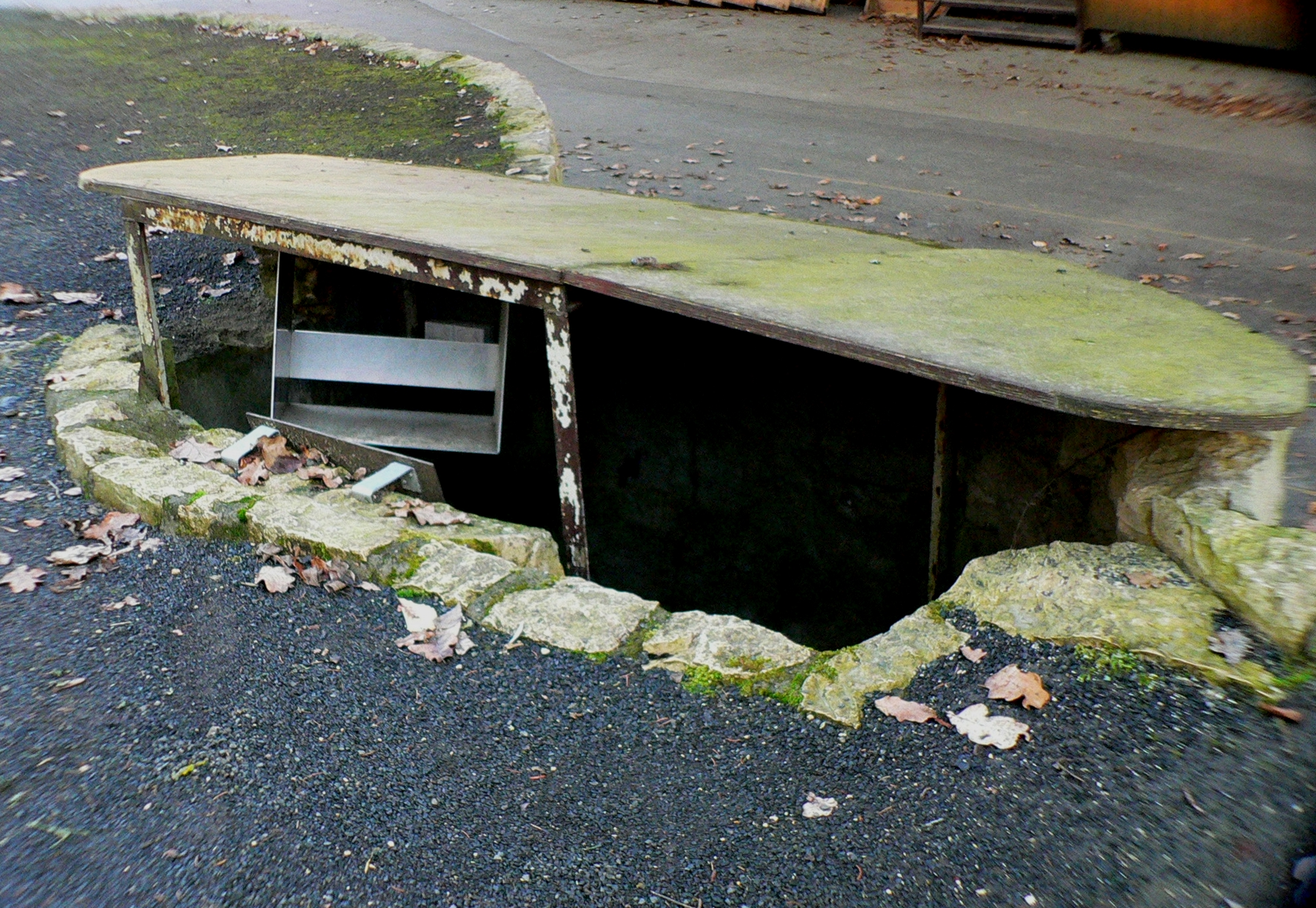
Souffleurkasten auf einer Naturbühne

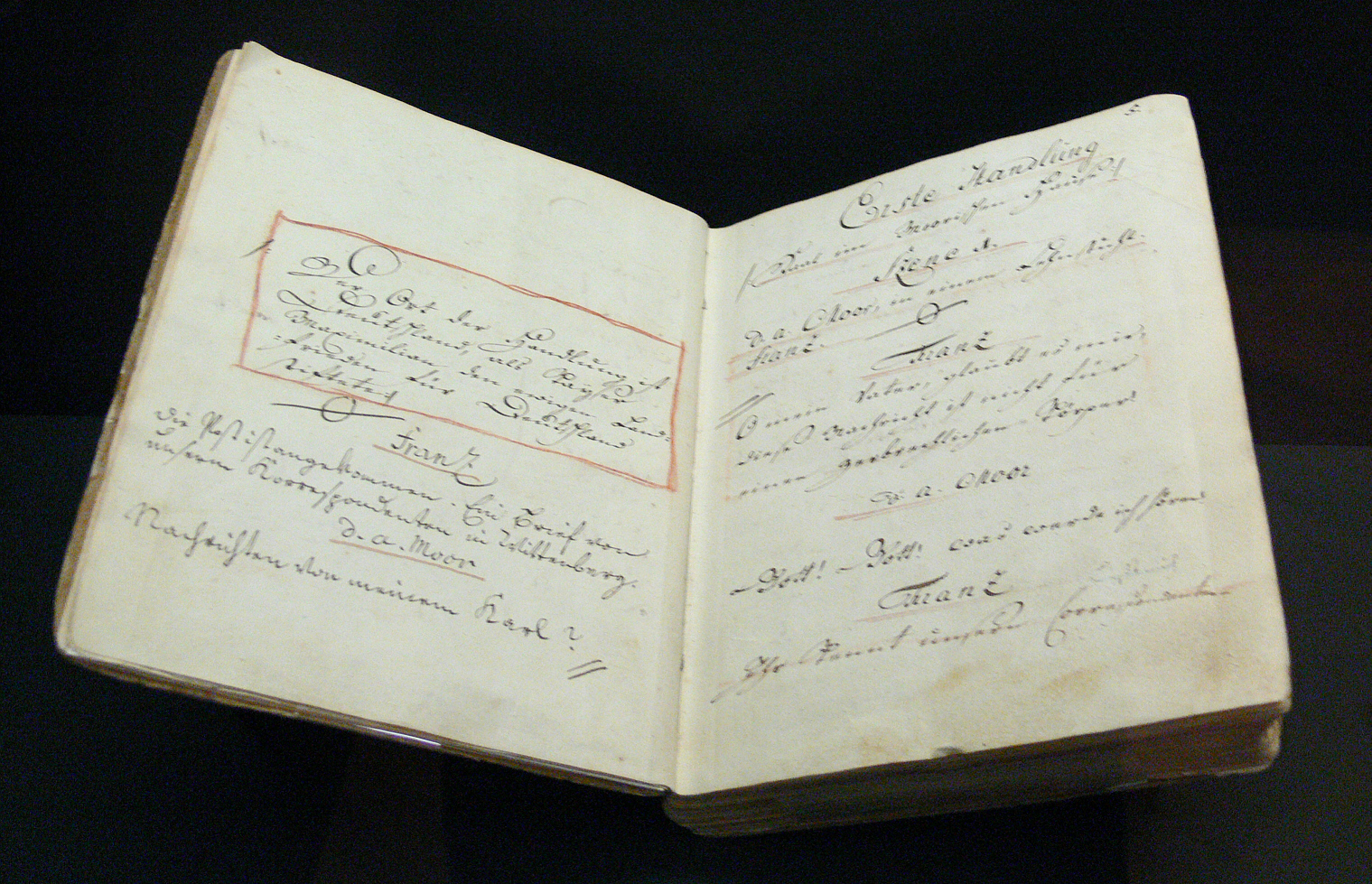
Soufflierbuch der Mannheimer Uraufführung von Schillers Drama „Die Räuber“, 1782

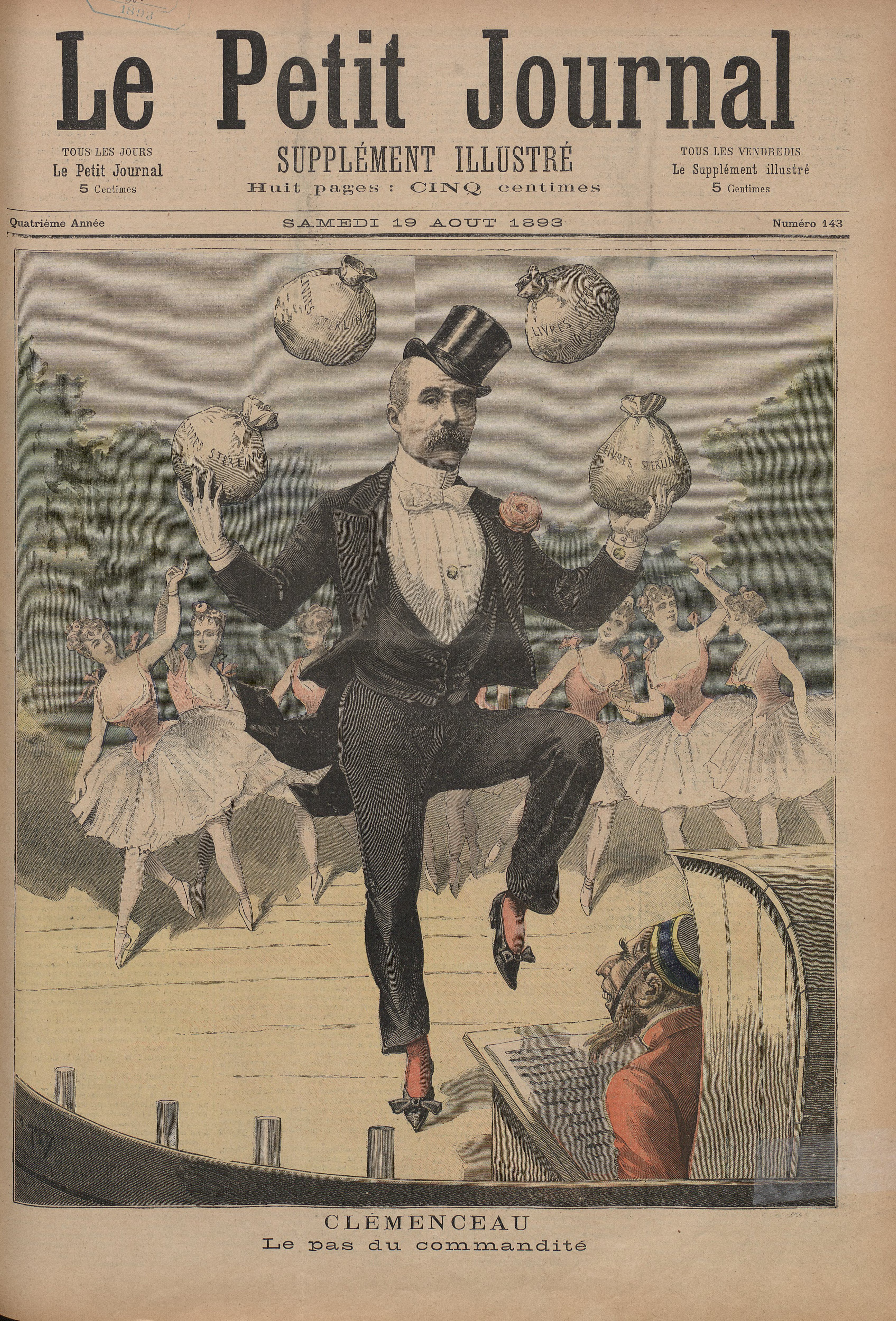
Antisemitische Karikatur 1893. Dem mit den Finanzen jonglierenden Politiker Georges Clemenceau wird souffliert.

Ein Souffleur oder eine Souffleuse (von franz. souffler „flüstern, hauchen“, ital. suggeritore „Einbläser“) bezeichnet im Theater eine Person, die während einer Aufführung die Rollen flüsternd mitliest, um den Darstellern Einsätze zu signalisieren und ihnen über „Hänger“ (vergessener Text) hinwegzuhelfen.

## Arbeitsweise

### Traditionelle Arbeitsweise
Der Souffleur steht oder sitzt oftmals im Souffleurkasten, der in der Mitte der Bühne unterhalb der Rampe im Bühnenboden eingelassen ist. Vom Zuschauerraum aus ist er nicht zu sehen und selbst die Akteure erkennen vom Souffleur lediglich die Augen in einem nur zur Bühne hin offenen, etwa 25 cm hohen, schmalen und meist hölzernen Kasten. Da der Souffleur nur halblaut spricht oder gar flüstert, ist er zwar von den Darstellern, nicht jedoch von den Zuschauern zu verstehen. Der Souffleur sitzt mal auf der Seitenbühne und mal in der ersten Reihe des Zuschauerraums. Er spricht je nach Entfernung von der jeweiligen Position aus leise zur Bühne hin oder souffliert mittels Mikrophon und Lautsprecher in diese Richtung.
In der Zeit von Öl- und Gasbeleuchtung im Theater, also im 18. und 19. Jahrhundert, war der Souffleur auch als Beleuchter für das Rampenlicht zuständig, indem er die Helligkeit regelte und Filter auswechselte.

### Moderne Arbeitsweise
Heute wird auch per Funk souffliert. Die Schauspieler tragen dazu einen kleinen Empfänger im Ohr; somit ist der Souffleurkasten überflüssig. 

### Musiktheater versus Schauspiel
Im Musiktheater ist der Tätigkeitsbereich und auch die Verantwortung des Souffleurs wesentlich größer als im Schauspiel. Der Maestro suggeritore in italienischer Tradition ist sogar eine Art Mit-Dirigent. Gute Souffleure dirigieren einzelne Passagen aus dem Souffleurkasten heraus mit und geben den Sängern Einsätze. Außerdem wird mit einer anderen Technik souffliert als im Schauspiel: Die jeweiligen Text-Anfänge der musikalischen Phrasen werden fast durchgängig souffliert, und zwar zeitversetzt, im Vergleich zum Schauspiel sehr viel früher und auch lauter. Das hängt zum einen damit zusammen, dass der Sänger mehr Zeit braucht, um die Information zusammen mit der gelernten musikalischen Struktur zu verarbeiten, zum anderen damit, dass der Souffleur mit seiner Stimme das Orchester so übertönen muss, dass es das Publikum möglichst nicht bemerkt.
Im Schauspiel – vor allem in kleineren Theatern – wird heute auf Souffleure oft verzichtet: Die längeren Probezeiten ermöglichen eine größere Textsicherheit der Schauspieler. Im Musiktheater dagegen gibt es oft nur drei Bühnenproben, was bis ins 19. Jahrhundert hinein auch im Schauspiel üblich war.
Der Beruf des Souffleurs hängt mit dem Repertoirebetrieb im Mehrspartentheater zusammen, bei dem oft keine längeren Aufführungsreihen zustande kommen, was die einzelnen Vorstellungen (im Unterschied zum En-suite-Spielbetrieb) relativ labil macht. Daher bemüht man sich heute auch im Repertoiretheater oft um Aufführungsserien. In den englischen und französischen Sprachgebieten, wo nur En-suite-Spielbetrieb üblich ist, fällt der Beruf des Souffleurs (prompter) oft mit dem des Inspizienten (stage manager) zusammen.

## Geschichte
Das Wort selbst kommt aus dem Französischen und bedeutete ursprünglich eigentlich Bläser, Einbläser (zu souffler = blasen). Dieser Terminus kam im 18. Jahrhundert in die Bühnensprache. Der Souffleur bediente früher von Hand oder mit seinen Füßen den Blasebalg der Orgel. Im Kirchenchor war dies früher ein Amt und zu den Aufgaben und Pflichten des Souffleurs gehörte nicht nur die Sorge um Notenblätter, Utensilien, Kostüme der Sänger, auch um viele andere, nur scheinbare Nebensächlichkeiten, wie die notwendige Beleuchtung oder gar Unterkunft und Verpflegung des Chores, aber auch um das unumgängliche Erlernen der Liedertexte.

## Anekdotisches
Von dem berühmten Burgschauspieler Raoul Aslan (1945–1948 Direktor des Wiener Burgtheaters), der häufig Texthänger hatte und stets auf die Hilfe der Souffleuse angewiesen war, ist folgende Geschichte überliefert: Auf die Frage, ob es ihn nicht störe, dass das Publikum den Text gewissermaßen zweimal zu hören bekomme, wenn die Souffleuse ihm stets vorsagen müsse, antwortete er: „Was stört es den Kapitän auf der Brücke, wenn man das Geräusch der Schiffsschraube hört!“